# Parroquia Luis Beltrán Prieto Figueroa
La parroquia Luis Beltrán Prieto Figueroa, o simplemente Luis Beltrán Prieto Figueroa, es el nombre que recibe una de las 2 divisiones administrativas en las que se encuentra organizado el Municipio Pedernales al noroeste del Estado Delta Amacuro en la costa Atlántica del país suramericano de Venezuela.

## Historia
El territorio fue explorado y colonizado por los españoles y formó parte de la Capitanía General de Venezuela desde 1777. En la Venezuela independiente formó parte del Cantón Piacoa entre 1830 y 1856. Entre 1884 y 1991 formó parte del Territorio Federal Delta Amacuro siendo también parte del Distrito Tucupita y el Distrito Guzmán Blanco. Hasta 1994 perteneció al Distrito Pedernales y desde 1994 el sector es una de las parroquias del Estado Delta Amacuro. La región debe su nombre al educador, filósofo, abogado, político y poeta venezolano Luis Beltrán Prieto Figueroa.

## Geografía
El territorio tiene una superficie estimada en 122.600 hectáreas (equivalentes a 1226 kilómetros cuadrados) y se encuentra justo frente al Océano Atlántico al suroeste de la isla de Trinidad (Trinidad y Tobago). Tiene una población de 2208 habitantes según estimaciones de 2018. La parroquia limita al norte y al este con el océano Atlántico al oeste con la Parroquia Pedernales y al sur con el Municipio Tucupita. Su capital es la localidad de Capure.

### Lugares de interés
- Río Orinoco
- Caño Angostura
- Capure